# Ion Creangă

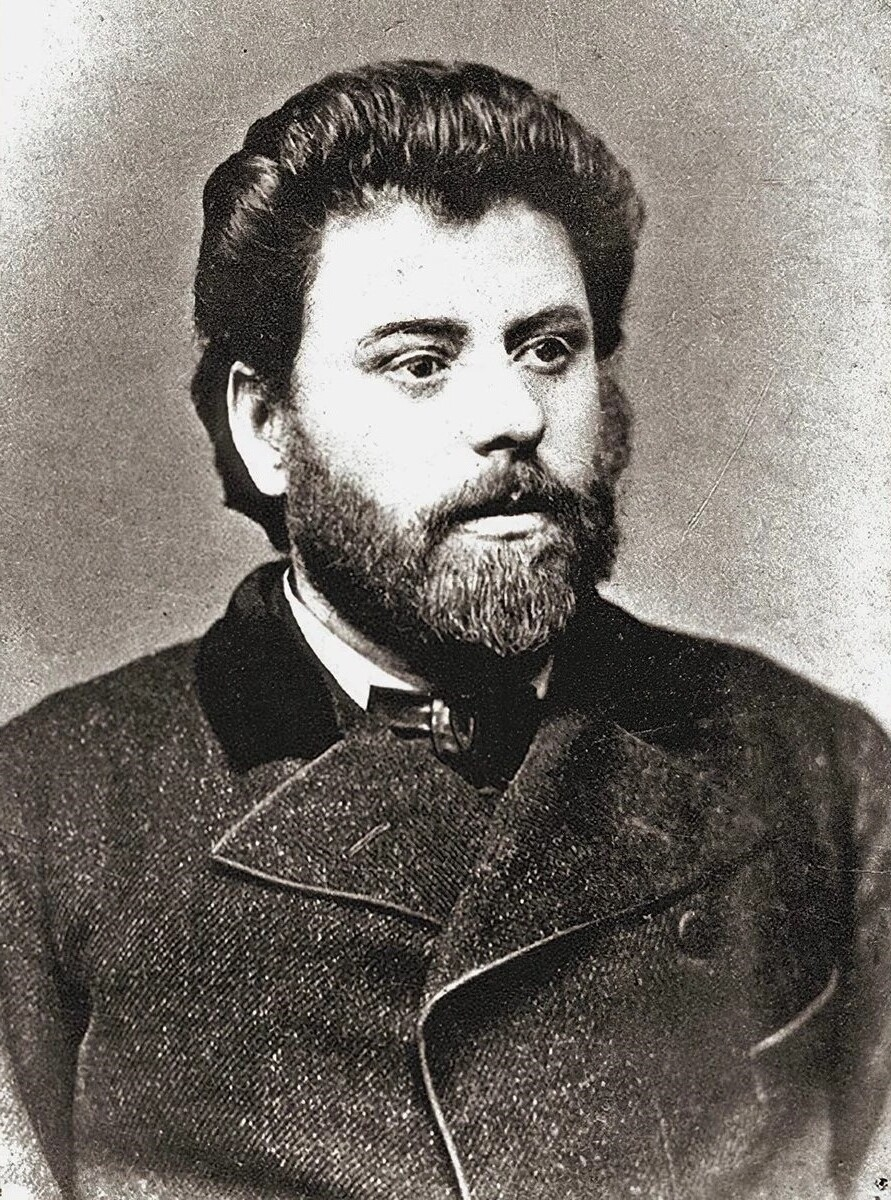
Retrato de Ion Creangă

Ion Creangă (Humulești, 1 de marzo de 1837-Iași, 31 de diciembre de 1889) fue un escritor y profesor rumano, una de las tres figuras centrales de la literatura de Rumania en el siglo XIX junto a Mihai Eminescu e Ion Luca Caragiale. 

## Biografía
Nació el 1 de marzo de 1837 en Humulești. Su vida es bien conocida, pues él mismo la ha contado en notas autobiográficas y en sus Recuerdos. Hijo de un campesino de Humulesti (región de Neamt), estudió con el cura del pueblo, después en un colegio de Brosteni y en otro de Târgu Neamţ, luego en un “instituto de catequistas” de Falticeni. Cuando iba a hacerse cura, clausuraron los seminarios de la región y quedó como diácono de la iglesia oriental. 
Con dolor se desprendió de la vida campestre, según él mismo lo atestigua: 

Queridos me eran mi padre y mi madre, los hermanos y las hermanas y los chicos del pueblo, mis compañeros de infancia, con los que, en invierno, en los días gélidos, disfrutaba sobre el hielo y con los trineos; por otra parte en verano en los días soleados de fiestas, cantando y silbando recorríamos los prados y los llanos sombreados, las tierras de trigal, el campo con flores y las orgullosas montañas desde las cuales el alba me sonreía en la alterada edad de la adolescencia. Asimismo me eran queridas las juntas del pueblo, las “horas” (baile popular rumano) y todas las fiestas del pueblo

Seguir una carrera religiosa era en el siglo XIX, como para la mayoría de los europeos de humilde condición de entonces, el único medio de tener acceso a la cultura. De 1855 a 1859 Ion Creangă fue seminarista y entabló amistad con Ienăchescu, futuro colaborador suyo en el desarrollo de libros escolares. El 30 de junio de 1858 su padre murió y dejó a su madre viuda con siete hijos; tuvo pues que renunciar a los estudios y obtuvo un certificado de que seguía clases en el seminario que le validaba para ganarse la vida con la enseñanza y ejerció como preceptor; el 23 de agosto de 1859 se casó con la quinceañera Ileanu Gregoriu, hija de un ecónomo de la iglesia, y tuvo que soportar una carga más, que se hizo más pesada cuando empezaron a llegar sus propios hijos; con el tiempo se divorciará también de ella. Retomó sin embargo los estudios y obtuvo el título de maestro, pero de hecho Creanga no se vio nunca libre de la miseria y de la oscuridad. Y además fue acusado de conductas impropias y expulsado y una y otra vez de sus labores eclesiásticas por la jerarquía clerical. Formó parte del influyente grupo intelectual y político Junimea ("Juventud") creado en Iași en 1863 por Titu Maiorescu, Petre P. Carp, Vasile Pogor, Theodor Rosetti y Iacob Negruzzi y de 1866 a 1872 entró en política, tomando parte activa, como orador sobre todo, en la pequeña revolución del 3 de abril de 1866, salvando incluso la vida del obispo metropolitano Calinic Miclescu. Cuando enseñaba en una escuela privada en Iași conoció al poeta Mihai Eminescu, que trabajaba como inspector de educación, y se hicieron amigos; él lo introdujo en el mundillo literario y empezó a publicar cuentos en la revista Convorbiri Literare. Además ya había elaborado algunos libros de texto escolares que tuvieron bastante éxito, en muchos de los cuales intercalaba sus cuentecillos. Sus últimos años fueron amargos: a partir de 1880 empezó a sufrir ataques de epilepsia y padeció mucho cuando su inseparable amigo el poeta Eminescu perdió la razón en 1883. Viviendo en plena miseria, falleció de apoplejía el 31 de diciembre de 1889. 
A ojos de Léon Thoorens, la literatura fue para él una necesidad interior, un medio para liberarse de los problemas que lo atormentaban, no para aumentar el patrimonio cultural de su nación, como hasta entonces era lo corriente. Dos obras suyas como Padre Nikifor el astuto o El viejo Juan Roata relegan al olvido toda la producción anterior por su tono de sincera autenticidad y por el aire de necesidad interior que respiran. En su narrativa pinta una amplia galería de retratos, aunque el personaje principal suele ser un campesino oprimido por el trabajo y la miseria y, con mucha frecuencia, también por la injusticia, silencioso, pero socarrón; y mucho más astuto de lo que creen quienes lo desprecian. Y no es presentado satíricamente, sino como un auténtico valor humano y social.
Es muy importante la contribución de Creangă a la literatura infantil y juvenil en su país. Escribió numerosos cuentos, algunos tan famosos como Ursul păcălit de vulpe ("El oso burlado por el zorro"), y muchos cuentos de hadas ("La historia de Moro Blanco"; "La hija de la vieja y la hija del viejo"; "La historia de un holgazán"; "Daniel Horqueta"; "La suegra y sus tres nueras"; "La necedad humana"; "Dónde está mi saquito"; "Cinco panes"; "La historia del cerdo"; "La cabra y el caballo"; "Sus tres hijos"...). Estos relatos son contemplados como obras maestras de la lengua rumana y del humor, en la estética de un realismo de inspiración rural. Y, eclesiástico poco convencional, también hizo contribuciones a la literatura erótica ("La historia de las historias", por ejemplo). Eugène Ionesco apercibió también el carácter «esencialmente rumano» de su obra, exenta de influjos foráneos y extranjeros.

## Obras
- Scrierile lui I. Creangă, I-II (Obras de Ioan Creangă), prefacio de A. D. Xenopol, con una biografía de Grigore Alexandrescu, póstumos, Jassy, 1890-1892
- Metoda nouă de scriere și cetire pentru uzul clasei I primară (Nuevo método de escritura y lectura para uso de clases de I de primaria), con C. Grigoriu, G. Ienăchescu, N. Climescu, V. Răceanu, A. Simionescu; contiene el cueno Ursul păcălit de vulpe (El oso burlado por el zorro), 1867.
- Invătătorul copiilor, carte de cetire în clasele primare de ambe sexe (El maestro de niños, libro de lectura para las clases de la escuela primaria de ambos sexos), con C. Grigorescu y V. Răceanu, contiene los cuentos Inul și cămeșa (El lino y la camisa), Acul și baronul (La aguja y el barón) y Poveste (Cuento), 1871.
- Soacra cu trei nurori (La suegra con tres nueras), cuento, 1875
- Capra cu trei iezi (La cabra y los tres cabritos), cuento, 1875
- Povățuitoriu la cetire prin scriere după sistema fonetică (Guía de lectura para la escritura según el sistema fonético), con G. Ienăchescu, por petición de Titu Maiorescu, 1876
- Punguța cu doi bani, cuento, 1876
- Danilă Prepeleac (Danilă Prepeleac), cuento, 1876
- Moș Nichifor Coțcariul (Padre Nikifor el Astuto), cuento, 1877
- Stan Pățitul (Stan el escaldado), cuento, 1877
- Fata babei și fata moșului (La hija de la vieja y la hija del viejo), cuento, 1877
- Ivan Turbincă, cuento, 1878
- Povestea unui om leneș, cuento, 1878
- Geografia județului Iași (Geografía del departamento de Jassy) con G. Ienăchescu y V. Răceanu, 1879
- Moș Ioan Roată și Unirea (El padre Ioan Roată y la unión), cuento, 1880
- Popa-Duhu, cuento de hadas, 1881
- Moș Ioan Roată și Vodă Cuza (El padre Ioan Roată y el príncipe Couza), cuento, 1883
- Cinci pâini (Cinco panes), cuento, 1883
- Amintiri din copilărie (Recuerdos de infancia), de 1881 a 1882 las primera, segunda y tercera partes; la cuarta, póstuma, en 1892.
- Făt-Frumos, Fiul Iepei (El príncipe encantador, hijo de la yegua), cuento inacabado póstumo, 1898